# リチャード・マークス (編集技師)
リチャード・マークス（Richard Marks、1943年11月10日 - 2018年12月31日）は、アメリカ合衆国の編集技師。ニューヨーク市出身。

## 人物
アメリカ映画編集者協会の一員である。
これまでに4回アカデミー編集賞にノミネートされている。

## フィルモグラフィ
- セルピコ Serpico (1973)
- バング・ザ・ドラム Bang the Drum Slowly (1973)
- ゴッドファーザーPARTII The Godfather Part II (1974)
- ラスト・タイクーン The Last Tycoon (1976)
- 地獄の黙示録 Apocalypse Now (1979)
- キラーハンド The Hand (1981)
- ペニーズ・フロム・ヘブン Pennies from Heaven (1981)
- 愛と追憶の日々 Terms of Endearment (1983)
- ニール・サイモンのキャッシュマン Max Dugan Returns (1983)
- バカルー・バンザイの8次元ギャラクシー The Adventures of Buckaroo Banzai Across the 8th Dimension (1984)
- セント・エルモス・ファイアー St. Elmo's Fire (1985)
- プリティ・イン・ピンク/恋人たちの街角 Pretty in Pink (1986)
- ブロードキャスト・ニュース Broadcast News (1987)
- セイ・エニシング Say Anything... (1989)
- ディック・トレイシー Dick Tracy (1990)
- ニューヨーク・ジャスティス/許された犯罪 One Good Cop (1991)
- 花嫁のパパ Father of the Bride (1991)
- ハリウッド・トラブル I'll Do Anything (1994)
- 暗殺者 Assassins (1995)
- デンバーに死す時 Things to Do in Denver When You're Dead (1995)
- あなたに逢えるその日まで… 'Til There Was You (1997)
- 恋愛小説家 As Good as It Gets (1997)
- ユー・ガット・メール You've Got Mail (1998)
- 2999年異性への旅 What Planet Are You From? (2000)
- サンキュー、ボーイズ Riding in Cars with Boys (2001)
- タイムライン Timeline (2003)
- スパングリッシュ 太陽の国から来たママのこと Spanglish (2004)
- 近距離恋愛 Made of Honor (2008)
- ジュリー&ジュリア Julie & Julia (2009)